# A Chorus of Storytellers
Albums de The Album Leaf
Into the Blue Again
(2006) Between Waves
(2016)
A Chorus of Storytellers est le cinquième album du groupe Post-rock The Album Leaf, sorti en 2010 sous le label Sub Pop Records,.
L'album est enregistré par Ryan Hadlock (en) en février 2009 à Bear Creek Studio (en), juste à l'extérieur de Seattle. Il est mixé et arrangé au mois de juin à Reykjavík, en Islande par Birgir Jon Birgisson.

## Liste des titres
| 1.    | Perro                | 2:55 |
| 2.    | Blank Pages          | 4:28 |
| 3.    | There Is A Wind      | 5:48 |
| 4.    | Within Dreams        | 4:47 |
| 5.    | Falling From The Sun | 4:57 |
| 6.    | Stand Still          | 4:50 |
| 7.    | Summer Fog           | 4:44 |
| 8.    | Until The Last       | 4:16 |
| 9.    | We Are               | 4:05 |
| 10.   | Almost There         | 4:55 |
| 11.   | Tied Knots           | 4:18 |
| 49:48 |                      |      |

| 1. | A Look Back     | 2:55 |
| 2. | Landing In Snow | 4:06 |